# Sanduíche

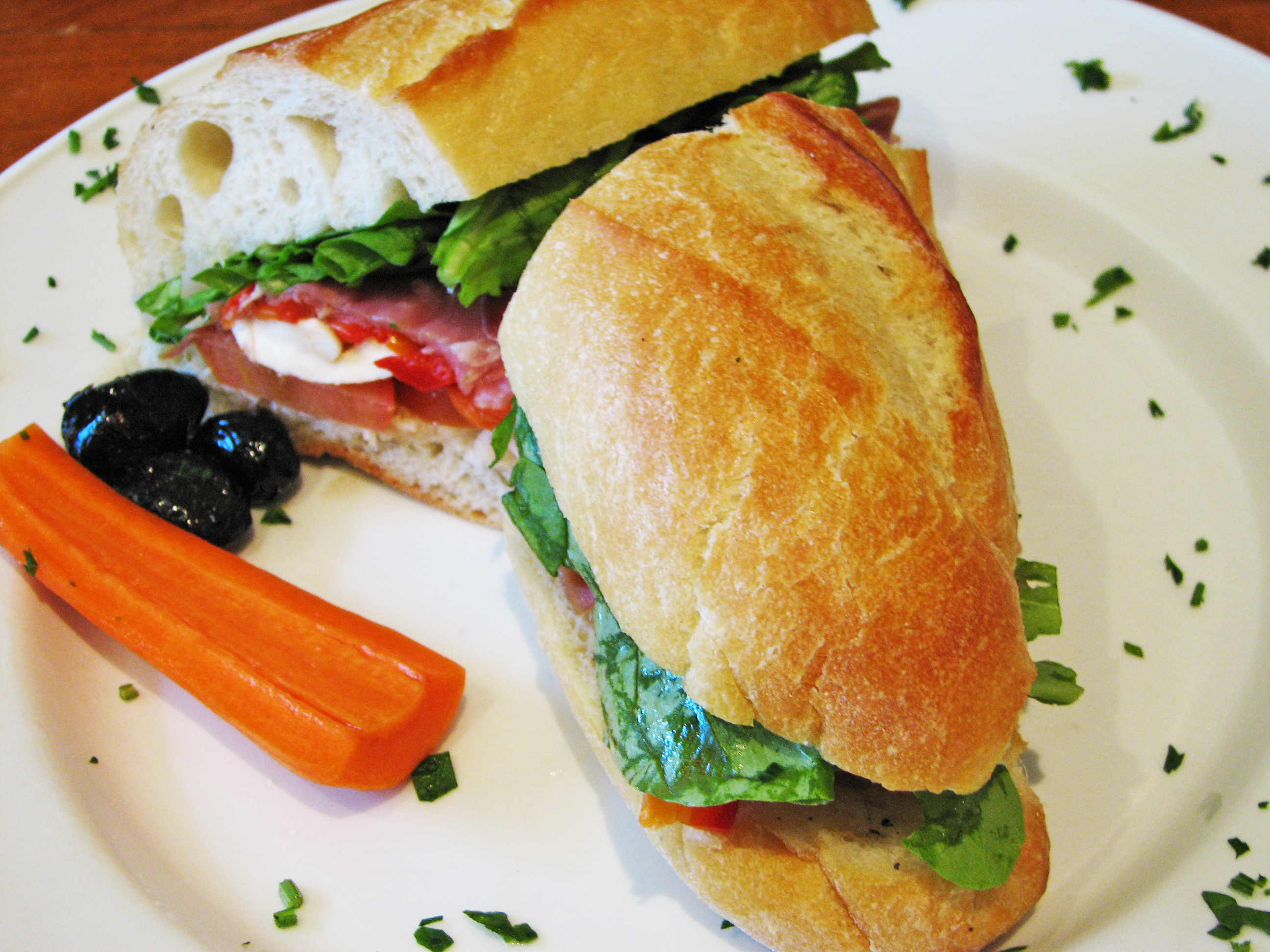
Um(a) sanduíche do tipo italiano

A/O sanduíche, também popularmente conhecida como sandes (português europeu) ou chandula(português angolano) ou sanduba(português brasileiro), é um tipo de alimento que consiste em duas fatias de um pão inteiro, entre as quais é colocada o chamado conduto ou presigo, que pode consistir em carne, queijo ou outro tipo de alimento.
As sanduíches são, habitualmente, consumidas ao lanche ou como uma refeição rápida, durante o almoço ou o jantar.

## Etimologia
A palavra «sanduíche» provém do étimo inglês sandwich, atribuindo-se a John Montagu, 4.º Conde de Sandwich, a origem do nome deste prato.

## História
A ideia de colocar algum recheio no pão é bem antiga. Antes de Cristo, nos antigos rituais de Pessach (a páscoa judaica), já se fazia uma mistura de pão com alguns tipos de embutidos. Em inúmeras culturas, come-se massa misturada com alguma coisa; o próprio formato do pão é adequado para isto. 
Apesar do costume ancestral, a fama e o nome do sanduíche vieram em 1762, com o inglês John Montagu, 4.º Conde de Sandwich, uma vila da Inglaterra. Conforme o historiador Edward Gibbon, o conde comia fatias de pão com salame para não precisar interromper as partidas de uíste, jogo de cartas popular entre os britânicos. Um dos parceiros de carteado do conde, James Cook, deu o nome de Sandwich a ilhas do Oceano Pacífico descobertas por ele em 1778; hoje, tais ilhas são chamadas de Havaí. Também existem, no Oceano Atlântico, a sudeste da América do Sul, as desabitadas ilhas Sanduíches do Sul.
Daí em diante, o sanduíche, nas suas mais diversas formas, se popularizou internacionalmente, especialmente em países como Inglaterra, Países Baixos, Alemanha, Itália (bruschetta, tramezzino, panino), Estados Unidos (cachorro-quente, hambúrguer). Os sanduíches beirute, americano, cheeseburger e outros sanduíches ganharam os cardápios das lanchonetes a partir do século XIX. Com a Revolução Industrial (Século XVIII e Século XIX), houve popularização dos almoços rápidos para trabalhadores das cidades grandes. Com as jornadas de trabalho cada vez mais extensas, o sanduíche passou a ser uma opção mais prática, apesar de pouco nutritiva.
Desde então, a variedade de sanduíches aumentou. O hambúrguer, a receita mais famosa de todas, popularizou-se nos Estados Unidos no final do século XIX, provavelmente levado por imigrantes alemães, e ganhou o mundo em meados do século XX, com o surgimento das grandes redes mundiais de fast-food. A partir dessa fórmula básica, surgiram variações e o sanduíche ganhou apelidos diferentes, de acordo com o recheio.

## Alguns sanduíches

### Americano
Nos anos 1940, os donos da lanchonete Salada Paulista, em São Paulo, aprimoraram o misto-quente (criado por lá mais ou menos na mesma época), acrescentando-lhe alface, ovo e bacon. Brasileiríssimo, o sanduíche "americano" ganhou esse nome em homenagem à dupla ovo e bacon, popular nos Estados Unidos. Com o tempo, o bacon deixou de fazer parte da receita.

### Bauru
O estudante Casimiro Pinto Neto, de Bauru, no interior de São Paulo, frequentava a lanchonete Ponto Chic, no Centro de São Paulo. Um dia, no ano de 1939, pediu, ao cozinheiro, que preparasse um sanduíche com os ingredientes da receita original, que leva: rosbife, pão francês, fatias de tomate, picles e queijo derretido. A combinação acabou sendo batizada com o nome da cidade do "inventor".

### Beirute
O verdadeiro inventor é desconhecido, mas há algumas pistas sobre a origem do sanduíche. O pão especial, também chamado de pão sírio, foi trazido para São Paulo no início do século XX pelos imigrantes árabes. A partir de então, o sanduíche feito com o pão achatado ganhou esse nome dos paulistanos em homenagem aos nativos da capital libanesa.

### Bifana

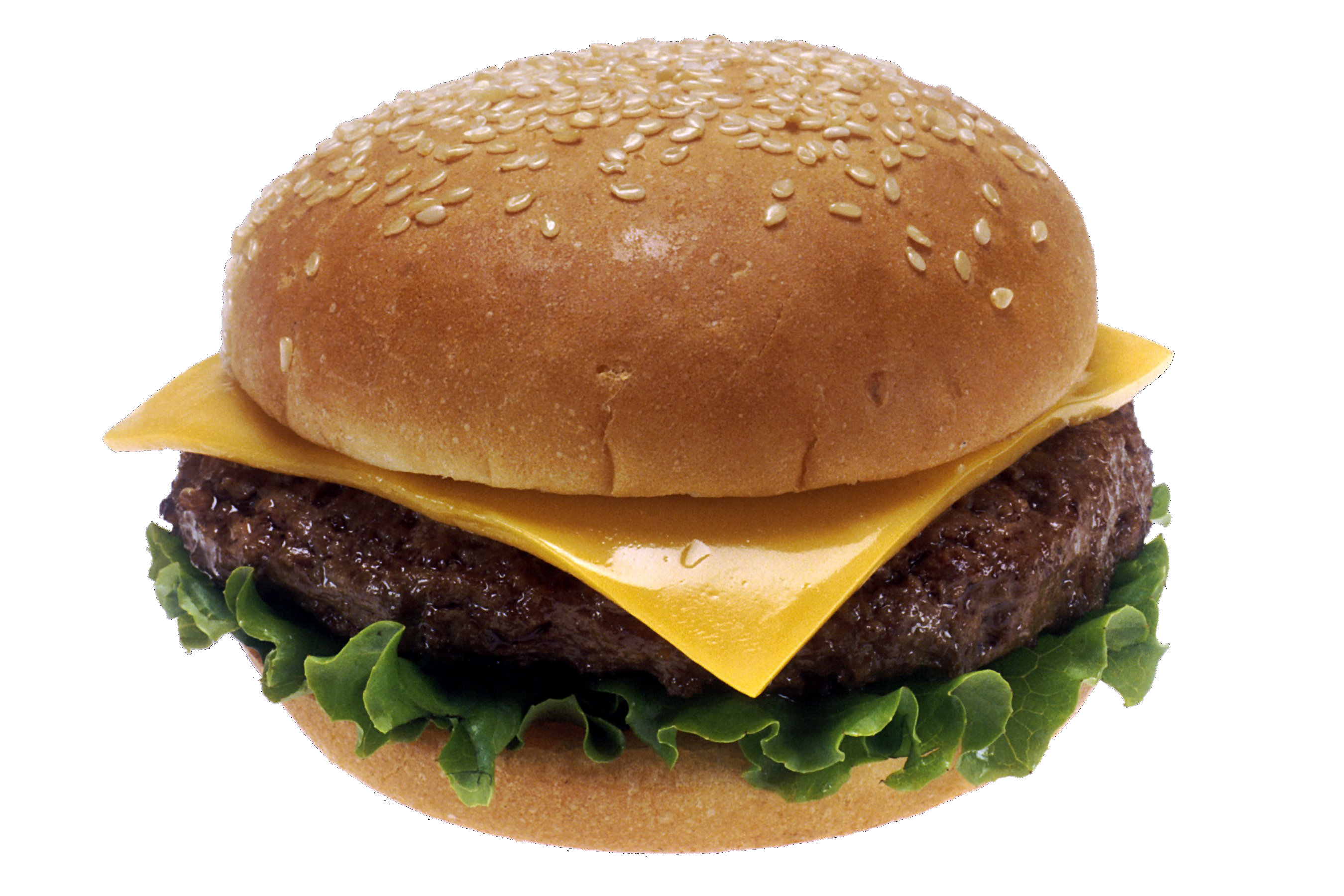
Cheeseburger

Apesar de não se conhecer a origem exacta desta receita de sandes de carne de porco portuguesa, geralmente, atribuem-se as suas raízes à cidade de Vendas Novas. A Bifana é das sandes portuguesas mais comuns e populares, valendo-se pela particularidade de poder ser servida a qualquer hora do dia, sendo geralmente servida em cafés, tascas e rulotes, durante as Festas Populares.

### Cheeseburger
Apesar de alguns americanos terem vendido pães recheados com hambúrgueres e queijo na década de 1920, Louis Ballast, dono da lanchonete Humpty Dumpty, em Denver, no estado do Colorado, nos Estados Unidos, registrou a patente do cheeseburger em 1935. No Brasil, é chamado muitas vezes de X-burguer.

## Recordes

### No Brasil
Em outubro de 2014, uma lanchonete de Barretos estabeleceu um novo recorde em relação ao maior sanduíche do Brasil, quando produziu um de 55 quilogramas (33 quilogramas a mais que o antigo recorde). O evento foi certificado pela RankBrasil e divulgado, ao vivo, num programa dominical da emissora Sistema Brasileiro de Televisão sobre o lanche em questão.

### No Guinness World Records
O livro Guinness World Records registra outros recordes em relação ao prato, que são:
- "o maior número de sanduíches feitos em uma hora", pertencente a uma organização não governamental religiosa de uma Igreja Metodista localizada no estado da Geórgia, nos Estados Unidos, quando foram preparados 2 988 sanduíches em um evento beneficente;
- o recorde de "o maior número de pessoas fazendo sanduíches" é da British Sandwich Association, de Manchester, na Inglaterra, que reuniu 607 pessoas para a elaboração do prato.[18]

### Quase um recorde
No dia 17 de outubro de 2008, em Teerã, Irão, organizadores de um evento tentaram criar o maior sanduíche já feito, de maneira que aparece no Guiness World Records. O sanduíche tinha o comprimento de 1 500 metros e foi feito com 700 quilogramas de carne de avestruz e 700 de galinha, mas antes de se fazer as medições, os presentes comeram o sanduíche inteiro em minutos, não permitindo o estabelecimento do recorde.